# Monte Corona (Korsika)
Der Monte Corona ist ein 2144 Meter hoher Berg im Norden Korsikas. Der pyramidenförmige Berg entsendet nach Norden ein Grat zur Bocca di Tartagine und nach Süden zur Bocca di Petrella. Nach Westen leitet ein Bergrücken zum Capu Gianonne. Der Grat nach Osten führt zum Capu a u Corbu. Der Berg ist wegen seiner schönen Aussicht auf die Bucht von Calvi und das Monte Cinto-Massiv ein beliebtes Wanderziel. Im Winter ist der Gipfel Ziel einer Skitour.

## Aufstieg
Der Aufstieg erfolgt vom Refuge d'Ortu di u Piobbu.

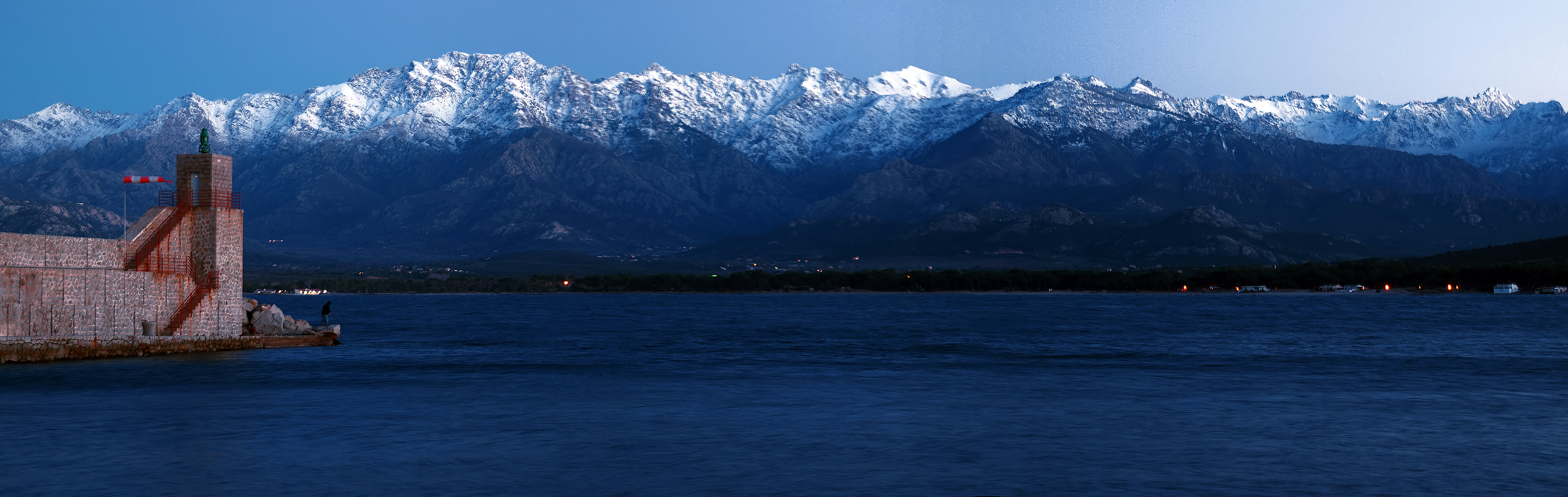
Monte Grosso (links) und Monte Corona (rechts der Mitte) von Calvi
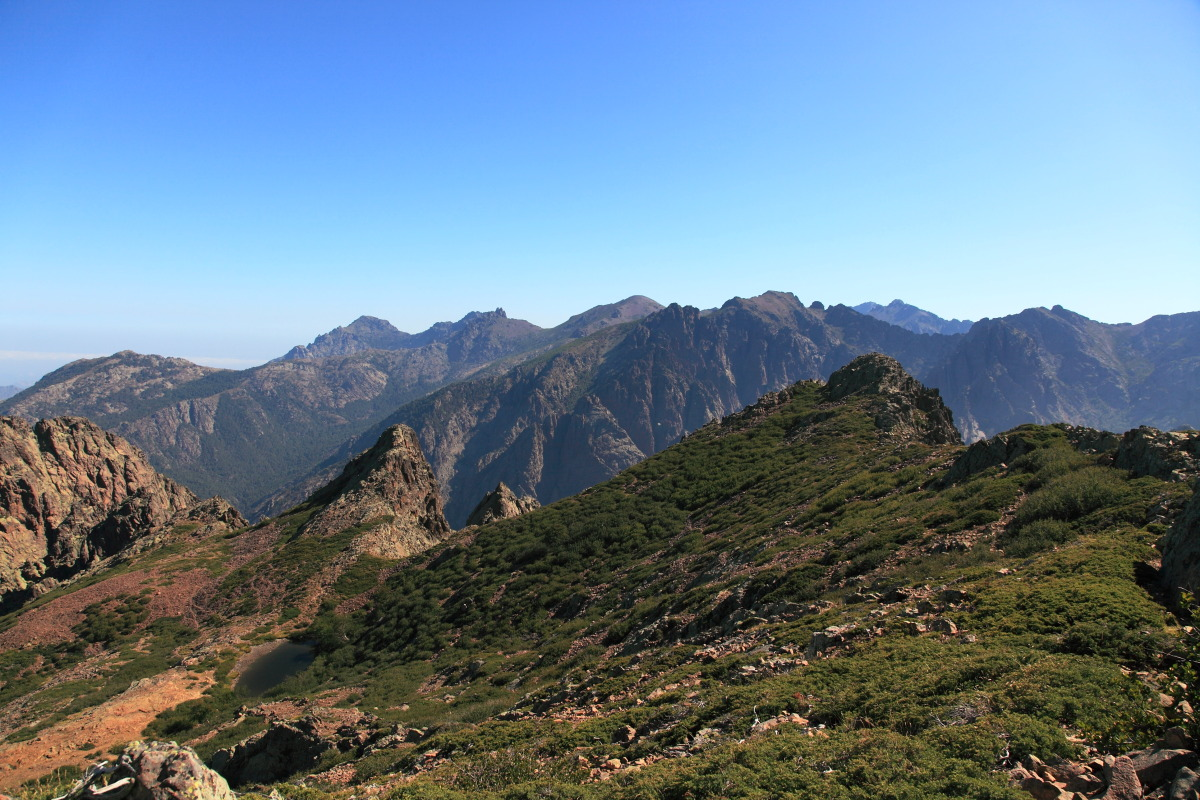
Monte Corona (Mitte) vom Capu a u Ceppu